# Creepshow 2
Creepshow 2  este un film de groază de antologie din 1987. A fost regizat de Michael Gornick și scris de George A. Romero.

## Distribuție
Prolog
- Domenick John - Billy
- Tom Savini - The Creep
- Joe Silver - The Creep (voce)

Voci suplimentare: Marc Stephan Delgatto, Jason Late, P.J. Morrison, Brian Noodt și Clark Utterback.
Old Chief Wood'nhead
- George Kennedy - Ray Spruce
- Philip Dore - Curly
- Kaltey Napoleon - Indian #1
- Maltby Napoleon - Indian #1
- Tyrone Tonto - Indian #2
- Dorothy Lamour - Martha Spruce
- Frank Salsedo - Ben Whitemoon
- Holt McCallany - Sam Whitemoon
- David Holbrook - Fatso Gribbens
- Don Harvey - Andy Cavanaugh
- Dan Kamin - Old Chief Wood'nhead
- Will Sampson - Louis Whitemoon
- Dean Smith - Mr. Cavanaugh
- Shirley Sonderegger - Mrs. Cavanaugh

The Raft
- Paul Satterfield - Deke
- Jeremy Green - Laverne
- Daniel Beer - Randy
- Page Hannah - Rachel

The Hitchhiker
- Lois Chiles - Annie Lansing
- David Beecroft - Annie's Lover
- Tom Wright - The Hitchhiker
- Richard Parks - George Lansing
- Stephen King - Truck Driver
- Cheré Bryson - Woman at Accident